# Razak Pimpong
Razak Pimpong, né le 30 décembre 1982, est un footballeur ghanéen. Il joue au poste d'attaquant avec l'équipe du Ghana et le Ringkøbing IF (en).

## Carrière

### En équipe nationale
Avec les jeunes, il dispute les coupes du monde des moins de 17 ans en 1999 et des moins de 20 ans en 2001.
Il obtient sa première cape en 2002 puis participe à la compétition de football lors des Jeux olympiques d'été de 2004.
Pimpong revient en sélection en 2006 et participe à la coupe du monde. Il joue les trois matchs de poule contre l'Italie (0-2), la République tchèque (0-2) et les États-Unis (2-1).

## Palmarès

### En club
FC Copenhague
- Champion du Danemark (2) : 2006, 2007

### En équipe nationale
Ghana
- Finaliste de la Coupe du monde des moins de 20 ans en 2001